# ブロッコリー
ブロッコリー（英: broccoli、学名: Brassica oleracea var. italica）は、アブラナ科アブラナ属の緑黄色野菜。花蕾を食用とするキャベツの一種がイタリアで品種改良され現在の姿になったとされる。和名はメハナヤサイ（芽花椰菜）、ミドリハナヤサイ（緑花椰菜）。カリフラワーとブロッコリーはキャベツ変種で生育初期の見分けは難しい。単位は「株」である。
地中海沿岸の原産。食用とするのは蕾の状態の花序と茎であり、収穫せずに栽培を続けると巨大になった花序に多数の黄色やクリーム色の花をつける。

## 名称
ブロッコリーは外来語で、英名ブロッコリー（broccoli）の語源は、「枯れた枝」という意味のイタリア語である brocco（ブロッコ）と、「上腕」の意であるラテン語の brachium（ブラーキウム）に由来する。フランス語名は英語より c のスペルが一つ少ない brocoli（ブロッコリィ）という男性名詞、イタリア語名は broccolo （ブロッコロ：単数形）、broccoli （ブロッコリ：複数形）である。
ブロッコリーの和名は、メハナヤサイ、ミドリハナヤサイであり、「ハナヤサイ」（花椰菜）とはカリフラワーのことである。カリフラワーと比べて茎が高く伸びるため、キダチハナヤサイ（木立花椰菜）とも呼ばれる。また、イタリアンブロッコリーや、イタリアカンランという別名もある。
漢字で表記する場合は木立花椰菜がよく当てられた。

## 歴史
原産地は地中海沿岸。原種はキャベツの原生種のヤセイカンラン（学名: Brassica oleracea）で、キャベツの野生種でケールに近い系統からできた野菜とみられ、カリフラワーの原型とされている。野生キャベツの変種であるブロッコリーの系統は、イタリアで改良されて発達した。キャベツのなかまのカイランを品種改良したものともいわれている。
日本へは、明治時代初期に観賞用に渡来したが、長く普及しなかった。第二次世界大戦後になって本格的に栽培が始まり消費が拡大して、昭和50年代になってから健康的な食生活に関心が集まり、栄養価が高いブロッコリーが注目されて食用として広まった。
2026年度より消費量が多く国民生活に重要な指定野菜として適応となる。

## 種類
ブロッコリーのなかまは、茎の先端部分に蕾をたくさんつける「頂花蕾型」や、茎から伸びた脇芽の先に小ぶりな蕾をつける「わき芽型」がある。
一般に市場でブロッコリーと呼ばれるものは「頂花蕾型」のもので、冬に多く出回る。品種としてはピクセル、エンデバー、グリーンベール、シャスター、パラグリーン、マーシャル、チャレンジャー、海嶺、雷鳴、緑炎、緑帝、緑笛、緑嶺などがある。花蕾の部分は濃緑色が一般的であるが、黄緑色、紫色、白色などの品種もある。蕾が濃緑色のものでも紫色を帯びているものもあるが、これは寒さが原因で色づいたものである。また、黄緑色、白色の品種はほとんど流通していない。
一般的なブロッコリーと比べて、茎の部分が長くて蕾が複数つく「わき芽型」系統は、「茎ブロッコリー」と呼ばれており、茎がやわらかく、甘みがあるのが特徴である。「スティックセニョール」などの品種がある。
近縁のカリフラワーとの交配種に、ロマネスコ（一般にカリフラワーの一種と扱われる）が知られる。

## 栽培
一年のうち、早春に種をまいて夏に収穫する方法と、夏に種をまいて冬に収穫する方法があり、種をまいて苗を作り、収穫するまで約3か月を要する。夏の暑さには弱く育苗が難しいため、日本では6月から9月に種を蒔き、苗を育成して、育成した苗を圃場（畑）に植えて収穫まで育てる。栽培難度はふつうであるが、多湿に弱い性質がある。他のアブラナ科作物同様、連作障害があり、2 - 4年は同じアブラナ科の野菜を作ることが不可とされる。栽培に適した土壌酸度は pH 6.0 - 6.5 で、生育適温は15 - 20℃、発芽適温が15 - 30℃とされる。10 - 20℃が生育に適しており、5℃を下回るような低温環境や25℃を上回るような高温環境では生育が抑制される。15℃以下の低温にあうと花蕾ができる。育て方は、キャベツとほぼ同様である。
ブロッコリーは多肥を好む性質で、用土は苦土石灰と有機質の元肥を多めにすき込んで耕した畑に畝を作る。種まきは、季節に合わせて発芽に適した温度管理を行い、育苗箱に種を筋まきして本葉が出始めたら、1、2本ずつ育苗ポットに植え替える。本葉が5 - 6枚になった苗を、畑に作った畝の中央に40 - 50 cm間隔で植え付け、植え付け直後はたっぷり水やりを行う。気温が涼しくなると、中央部に花蕾ができ始める。ただし、育成初期の葉数が少ないときに極端な低温に遭うと、早くに花芽ができてしまい花蕾が大きくならないボトニング（早期抽だい）現象が起こることがある。植え付け後は約10日から2週間おきに追肥と土寄せを行って育成し、頂部についた花蕾が直径15 - 20 cm程になったら収穫の適期となる。冬期の収穫では、花蕾が紫色になることがあるが、これは低温の影響でアントシアニン色素が生じたためで、食用には全く問題が無い。頂花蕾を収穫した後も、側芽（側花蕾）が出てくる品種もあり、これも収穫する目的で2週間おきに追肥と土寄せを欠かさず行えば、しばらくの間は直径5 cmほどに育った側花蕾の収穫も続けられる。
家庭で育てやすいのは、小型品種や、茎ブロッコリー（スティックセニョール）などで、コンテナで栽培することも出来る。
病虫害はアブラムシ、アオムシ、コナガ、ヨトウムシ、根こぶ病、軟腐病（なんぶびょう）、萎黄病（いおうびょう）などがあり、特に生育初期に害虫の被害に遭いやすい。対策として、レタスなどのコンパニオンプランツを混植したり、寒冷紗によるトンネル栽培などを利用して予防するほか、害虫を見つけたらすぐに取り除く。

## 生産・流通

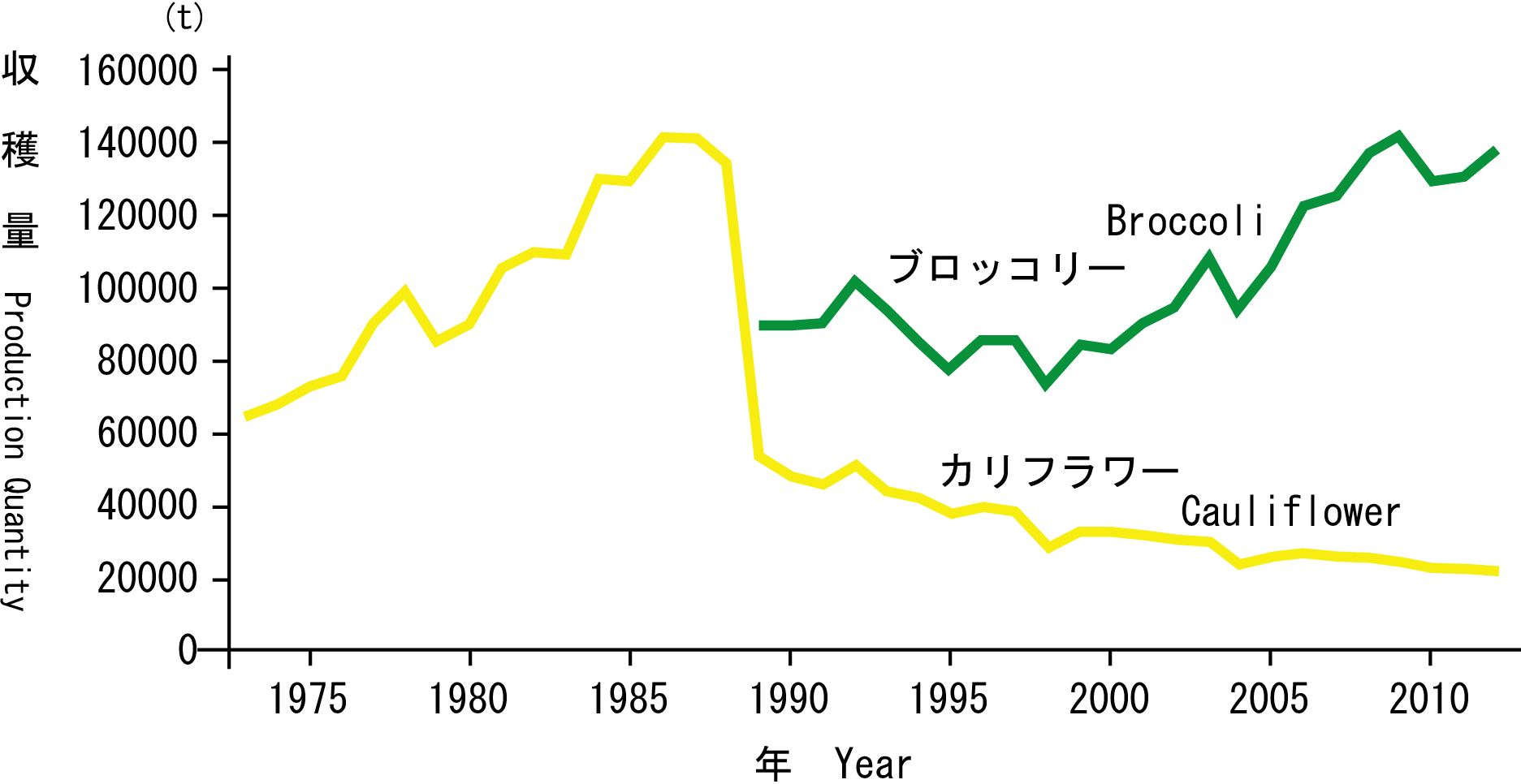
日本のカリフラワーとブロッコリーの収穫量の推移（1973-2012年）

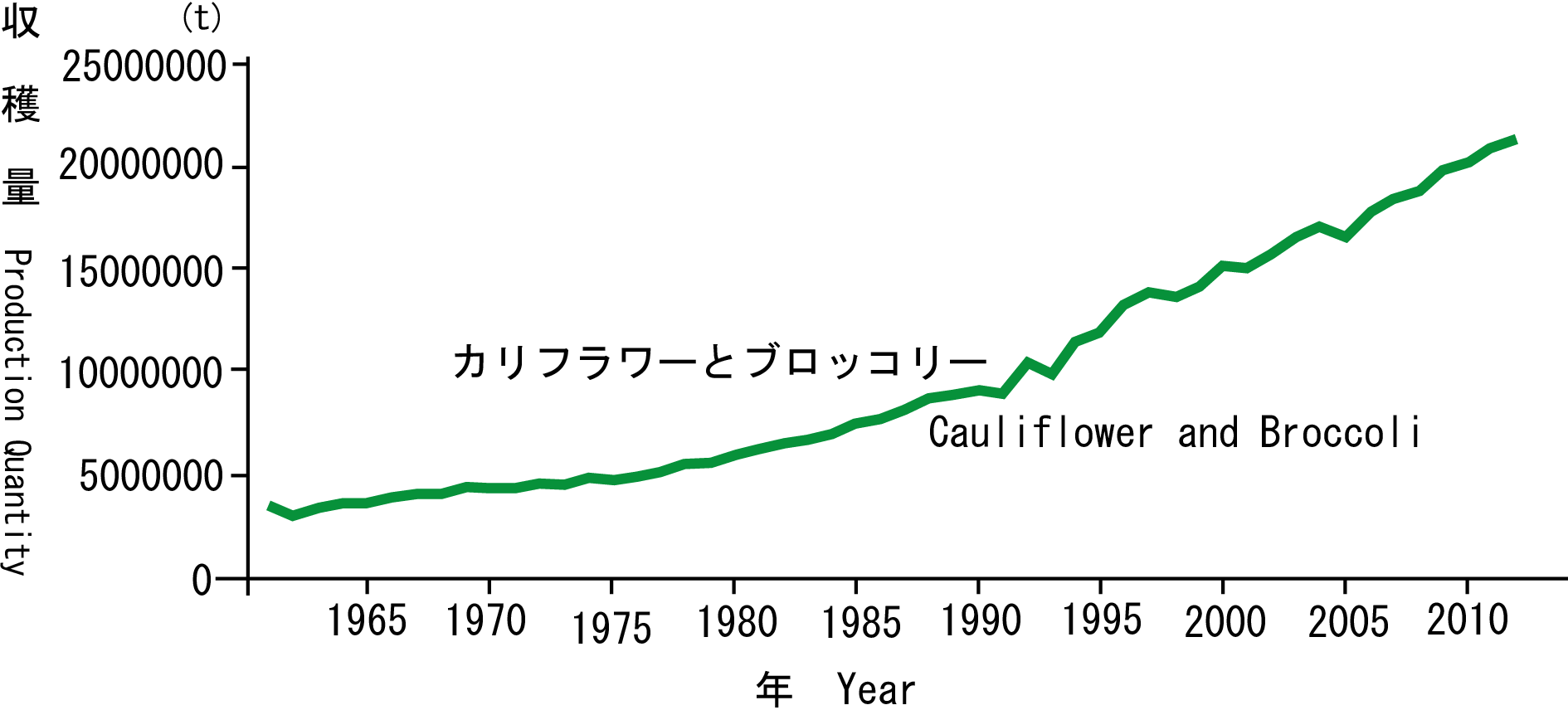
世界のカリフラワーとブロッコリーの収穫量の推移（1961-2012年）

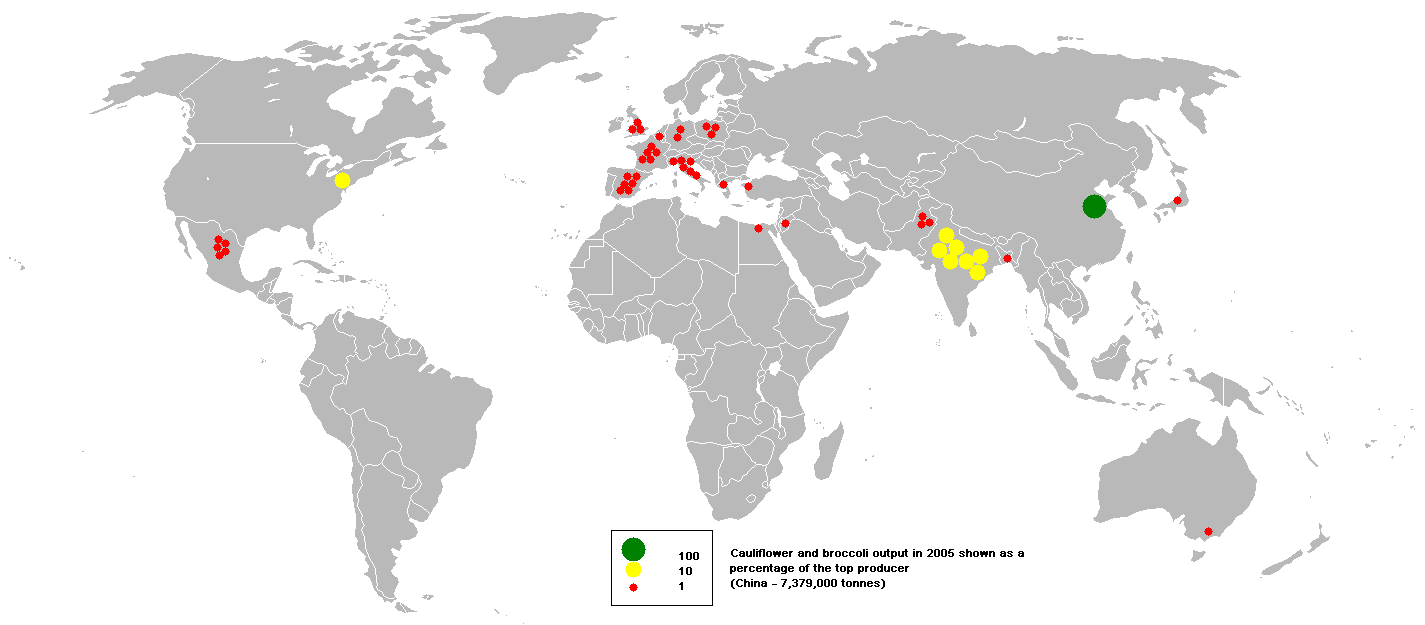
世界のカリフラワーとブロッコリーの生産地域（2005年）

日本での主産地は北海道（2012年収穫量:22,600t、栽培面積:2,440ha）、愛知県（同:15,700t、951ha）、埼玉県（同:14,900t、1,260ha）であり、市町村別では愛知県の田原市が全国で最も生産量が高い。
常温でも外見が変化しないカリフラワーに対し、ブロッコリーは収穫後ただちに低温保存しないと変色が進んでしまうことから、保存技術が未熟だったかつては、ブロッコリーの流通量は、カリフラワーに大きく水をあけられていた。しかし低温流通技術の開発や家庭における冷蔵庫の普及により、1980年代頃からブロッコリーの生産・流通が急速に拡大。現在、東京都中央卸売市場における取扱量では、ブロッコリーが約13万トン、カリフラワーは約2万トンと、かつての状況とは完全に逆転している。農林水産省は、35品目の「特定野菜」になっているブロッコリーを消費量が多く国民生活に重要な「指定野菜」にブロッコリーを追加すると発表した。新規の追加は1974年のバレイショ以来、半世紀ぶりになる。この措置は2026年度から適用される。
日本における出荷量上位10都道府県（2016年）
| 収穫量順位 | 都道府県 | 出荷量(t) |
| ---------- | -------- | --------- |
| 1          | 北海道   | 19,300    |
| 2          | 愛知     | 13,800    |
| 3          | 埼玉     | 12,600    |
| 4          | 香川     | 11,000    |
| 5          | 長野     | 8,120     |
| 6          | 徳島     | 7,720     |
| 7          | 長崎     | 6,240     |
| 8          | 群馬     | 4,990     |
| 9          | 鳥取     | 4,380     |
| 10         | 福岡     | 4,270     |
|            | 全国     | 127,900   |

世界のカリフラワーとブロッコリーの収穫量上位10か国（2020年）
| 収穫量順位 | 国             | 収穫量(t)  |
| ---------- | -------------- | ---------- |
| 1          | 中華人民共和国 | 9,558,156  |
| 2          | インド         | 8,840,000  |
| 3          | アメリカ合衆国 | 1,259,135  |
| 4          | スペイン       | 746,510    |
| 5          | メキシコ       | 686,788    |
| 6          | イタリア       | 365,360    |
| 7          | トルコ         | 311,391    |
| 8          | バングラデシュ | 283,157    |
| 9          | フランス       | 257,130    |
| 10         | アルジェリア   | 242,990    |
| ―          | 世界計         | 25,531,274 |

日本は13位で190,493tを生産する。

## 食材
栄養価の高い緑黄色野菜で、緑色の花蕾と茎を食用とする。野菜としての旬は冬場の12月 - 3月で、蕾が盛り上がって固く締まり、茎（軸）は太い円形で空洞がない瑞々しいものが市場価値の高い良品とされる。鮮度のよいものほど柔らかく、食味はキャベツやカリフラワーに似ており、灰汁がほとんどなく、茹でるとほのかに甘味を感じることができる。紫色種は緑色種とほとんど変わりなく、茹でると緑色に変わる。
基本的には生食に向かないため、薄い塩水につけて蕾の中のゴミを出してよく洗い、葉を切り落として茹でる。茹でる際は塩を加えると色鮮やかに仕上がり、ある程度歯ごたえが残るように固ゆでした方が美味しい。茹で上がりはザルに広げて手早く冷ますのが基本で、水につけて冷ましてしまうと蕾に水を多く含んで食べたときに水っぽく感じてしまう。
日本では茹でたままや、下茹でした上で酢の物、和え物、サラダ、マリネに調理されて供されることが多い。スープやシチュー、グラタンの具、炒め物、パスタの具、天ぷら、糠漬け（主に茎）にすることもある。茎の部分の外皮は、筋が硬く食感が悪いことがあり、その場合は表面のかたい部分を切り落としてから調理するとよい。
花蕾と茎を5ミリメートル大に細断した「ブロッコリーライス」が生産・販売されている（野菜を米飯の代用品とする「ベジライス」の一種）。
また、発芽したての子葉と胚軸をカイワレダイコン同様スプラウト（もやし）として食用にすることがあり、そうしたものはブロッコリースプラウトと呼ばれる。

### 栄養素
ビタミンB、ビタミンC、β-カロテン、ビタミンKや鉄分を豊富に含む。ブロッコリーは茎の部分も食べることができ、花蕾と同様の栄養素が含まれているが、食物繊維も多く含まれている。
緑黄色野菜の中ではカロテン量は少ない方であるが、葉物野菜と違い一度にたくさん食べることができるため、栄養的には有用である。β-カロテンは体内でビタミンAに変化し、鉄分の吸収を助け、粘膜を健康に保つ作用があり、抗酸化作用を発揮してがんや動脈硬化予防に役立つとされる。
ビタミンCは特に豊富で、茹でることで減少しても、生レモンやイチゴより含有量が多い。鉄分と葉酸（ビタミンB群の一種）は、貧血の予防に役立つ。ビタミンKは、カルシウムの吸収を助ける働きがある。また、野菜からなかなか摂りにくいビタミンEも含んでいる。
それぞれ栄養素の成分が多いだけではなく、吸収を助け合う栄養素がバランスよく含まれていることで、効率よく栄養を取ることができる野菜といえる。

### 保存
すぐに蕾が黄色くなってきて口当たりも悪くなるため、収穫したらすぐに使うのが望ましいが、生のまま保存するときは、茎の切り口を水で湿らせたペーパーで包んでから、ラップやポリ袋で全体を包んで冷蔵すると4 - 5日程度持つ。加熱してから保存するとよく、花蕾を小房に分けて固ゆでしたら、保存袋などに入れて冷蔵するか、冷凍する。保存温度は低いほうがよく、野菜室程度の温度では花蕾が育ち花が咲くこともある。そうなると味と食感が落ちるが、食用は可能である。

### 薬効作用と薬物相互作用
実験動物を対象とした試験において、いくつかの薬効作用と薬物相互作用が報告されている。
- スルフォラファンはイソチオシアネートの一種でアブラナ科野菜の中でもブロッコリーなどに含まれ、がん予防効果[32][33][34]、ピロリ菌抑制効果[35]等があるとされている。
- 含有する成分のブロリコが、糖尿病による健康状態の悪化を改善する効果あると報告されている[36]が、一方で「薬剤性肺炎」が発生したとの報告がある[37]。
- ラットを用いた動物実験で、Indole-3-carbinol (I3C) は子宮癌を促進したとの報告がある[38]。
- 抗がん剤の作用を減弱する薬物相互作用を有する可能性が報告されている[39]。

かつてアメリカ国立がん研究所が、がん予防効果がある食材として発表した「デザイナーフーズ計画」の中で、高い評価を受けていた。特にスルフォラファンは、発芽3日目のスプラウトで濃度が最も高くなると言われている。

## 文化

### アメリカ人とブロッコリー
ブロッコリーは、アメリカ合衆国において健康の象徴として親しまれる一方、子供の頃に無理矢理食べさせられた記憶を思い出させる野菜として語られる。後者に関しては、元大統領ジョージ・H・W・ブッシュが知られており、しばしばブロッコリー嫌いを公言したため、農家からブロッコリーを大量に送りつけられる抗議活動を受けている。また、ブロッコリーは「嫌いな人は多い」というイメージを逆手に取り引用される例もある。例えば、2010年に国民皆保険制度を進める法律（オバマケア）が成立し、各地で強制的な保険料徴収に関して違憲性を問う裁判が行われたが、「週に何回ブロッコリーを食べるかを国が決めるのか？」（フロリダ地裁）、「保険の強制加入はブロッコリーの購買を強制するのと同じではないか？」（バージニア地裁）というようにブロッコリーを引き合いに出す議論も行われた。
ブロッコリーをリトアニアからアメリカへ持ち込み広めた人物であるパスクァーレ・デ・チッコの甥が、007シリーズで知られる映画プロデューサーのカビー・ブロッコリ（アルバート・R・ブロッコリ）である。

### ブーケとしての利用
結婚式では新婦によるブーケ・トスが行われることがあるが、新郎が幸せの象徴などの意味をもつブロッコリーを独身男性たちに向かってトスし、無事にブロッコリーをキャッチできた人が次の花婿となるというブロッコリートスが行われることがある。

## 参考画像

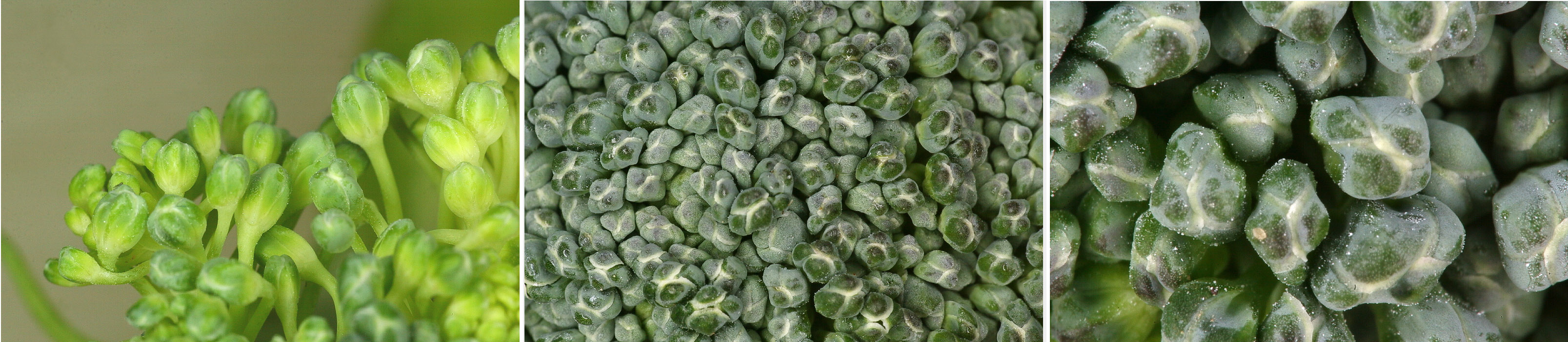
つぼみの拡大

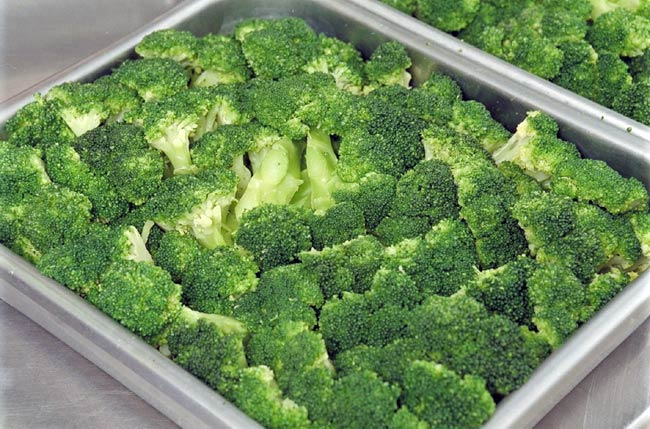
トレーの上のブロッコリー
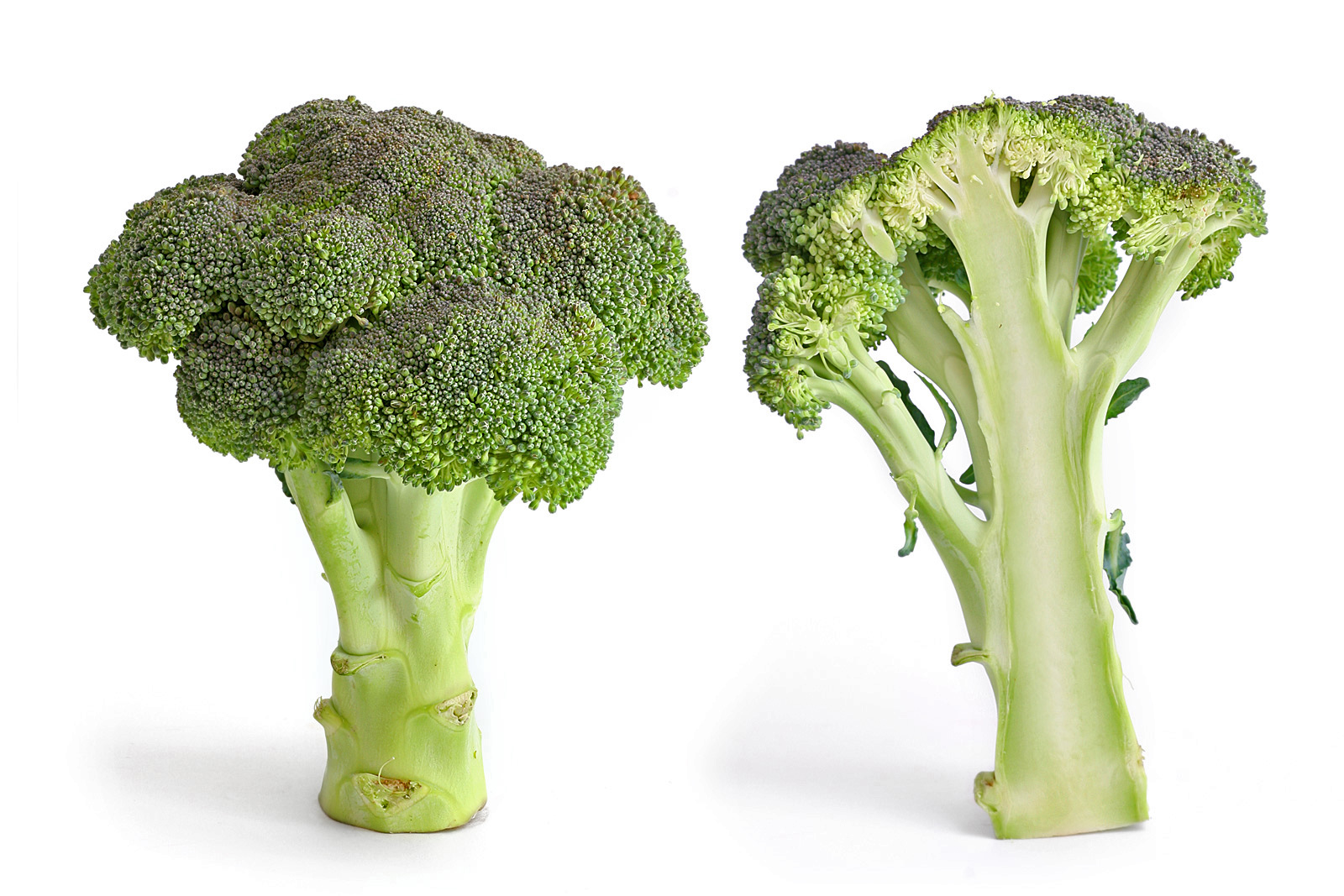
食用とされる部位
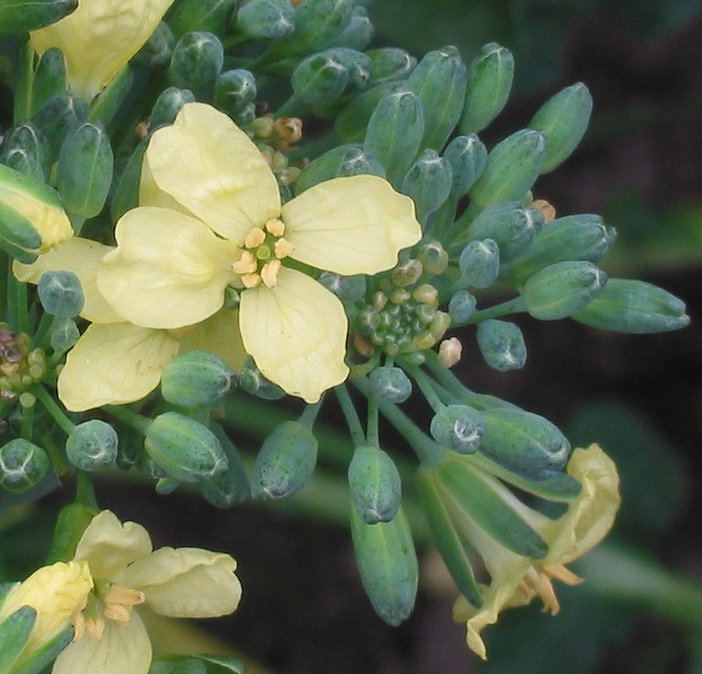
花
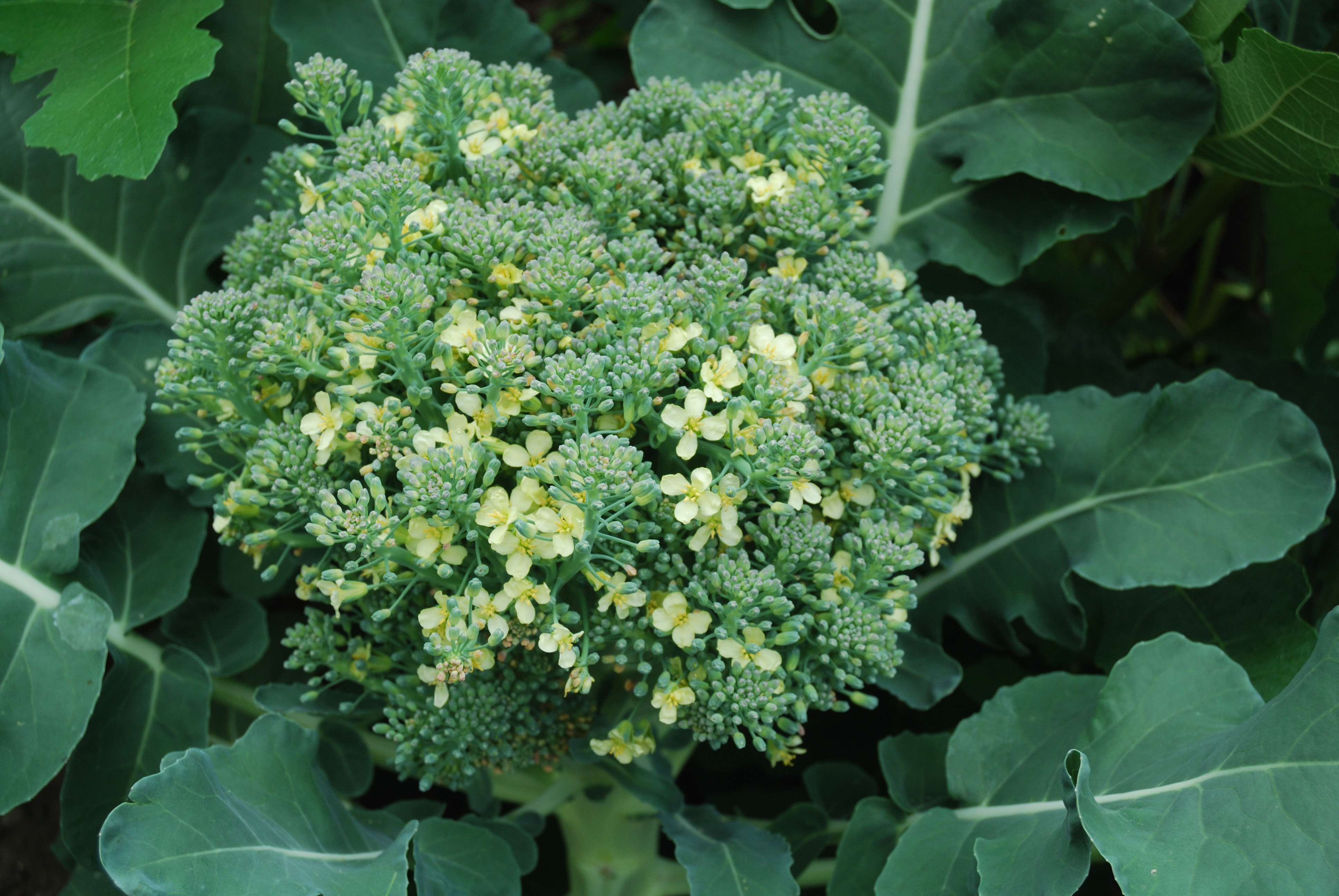
花が咲いた株
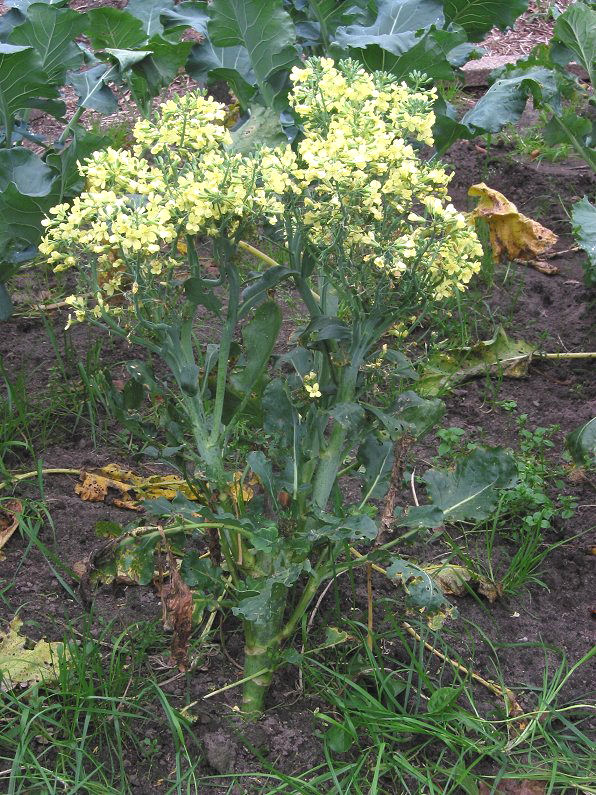
さらに成長した株
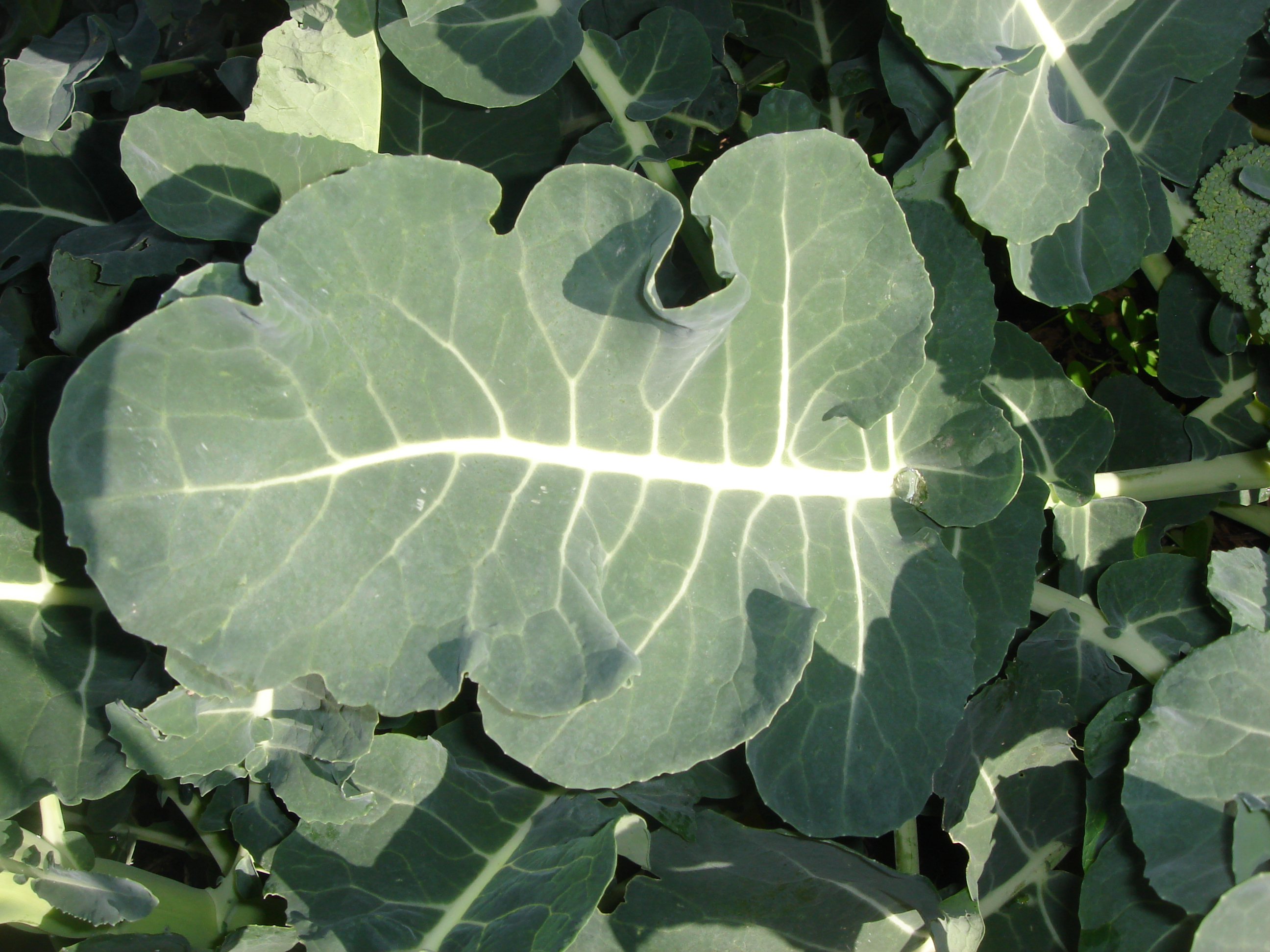
葉